# Ussat
Ussat és un municipi francès, situat al departament de l'Arieja i a la regió d'Occitània.
La famosa Marie Lafarge mori en els banys d'aquest municipi el 7 de setembre de 1852.